# Orła
Orła – wieś sołecka w Polsce położona w województwie łódzkim, w powiecie zgierskim, w gminie Parzęczew.
Wieś królewska Orla starostwa łęczyckiego, położona w powiecie łęczyckim województwa łęczyckiego w końcu XVI wieku. W latach 1975–1998 miejscowość administracyjnie należała do ówczesnego województwa łódzkiego. 

## Bój o Orłą
Na terenie Orły odbywały się 11 września 1939 roku walki w ramach bitwy nad Bzurą.

### Sytuacja na froncie w dniu 11 września 1939 r.[4]
Armia "Poznań" kontynuuje natarcie. Na jej prawym skrzydle Grupa Kawalerii gen. Grzmota-Skotnickiego uderza na nieprzyjaciela na południowy zachód od Łęczycy. Działająca w ramach Grupy Operacyjnej gen. Knolla-Kownackiego 17 DP kontynuuje pościg za nieprzyjacielem na południe uderzając w rejonie wzgórz pod Celestynowem, wyrzucając nieprzyjacielską 17 DP z Grabiszewa i Małachowic, zdobywając wieczorem pozycje wzdłuż drogi Modlna - Stryków (wsie Modlna Probostwo, Małachowice, Wola Rogozińska, Skotniki, Śladków). Nacierająca na lewym skrzydle GO gen. Knolla 14 DP uderza na rozbitą niemiecką 30 DP w kierunku Strykowa, zajmując rejon lasu Pludwiny, miejscowości Koźle, Mąkolice, Pludwiny i Popówek Dworski. Najdalej wysunięta na wschód Wielkopolska Brygada Kawalerii bez powodzenia uderza na Głowno. Zaś prawoskrzydłowa 25 DP kosztem ogromnego wysiłku bojowego zajmuje linię Solca Wielka - Czerchów bijąc się z nadchodzącą niemiecką 221 DP. 
Wychodząca głębokim zagonem na południowo-zachodnim skraju Armii "Poznań" Grupa Kawalerii z rejonu Wartkowice - Parzęczew swoim uderzeniem oskrzydla siły niemieckie skoncentrowane w Ozorkowie, który miał być celem natarcia 17 DP w dniu 12 września.

### Siły polskie w bitwie o Orłą[5]

#### Siły polskie
Pomorska Brygada Kawalerii - dowódca płk. Jerzy Jan Jastrzębski (dokładnie pułk Pomorskiej Brygady Kawalerii sformowany z resztek brygady wycofanej z Pomorza)
szwadron kolarzy 2 pułku szwoleżerów - dowódca por. Stanisław Stryjewski
szwadron 2 pułku szwoleżerów - dowódca por.  Albert Wojciechowski
szwadron 8 pułku strzelców konnych - dowódca por. Władysław Piszczykowski
11 dywizjon artylerii konnej (w sile 2 baterii) - dowódca ppłk Władysław Szwed
Siły te działały w ramach Grupy Kawalerii gen. Stanisława Grzmota-Skotnickiego, w skład której wchodziły także Podolska Brygada Kawalerii oraz 7 batalion strzelców.

#### Siły niemieckie
17 DP - dowódca Generalleutnant Herbert Loch
Panzerjäger-Abteilung 17 (oddział przeciwpancerny)
2 kompania 23 pułku czołgów (Pzkpfw. IV)

#### Przebieg bitwy
O świcie 11 września Grupa Kawalerii gen. Grzmot-Skotnickiego, w sile pułku Pomorskiej Brygady Kawalerii, wychodząc z rejonu Parzęczewa, omija wzgórza pod Bilianowem i zajmuje pozycje wyjściowe do ataku w osi Ignacew Rozlazły - Chociszew. Z rejonu Piaskowice, z zadaniem zdobycia Góry Bony, uderza wykorzystując zaskoczenie szwadron kolarzy 2 pułku szwoleżerów. Na jego prawym skrzydle uderzają: szwadron 8 psk i szwadron 2 pułku szwoleżerów. Natarcie wspierają 2 baterie 11 dak.
Szwadron kolarzy w godzinach rannych zdobył Górę Bony. Około godziny 10.00 Niemcy wykonali kontratak wsparty ogniem armat ppanc i odbili Górę Bony. Płk Jastrzębski dwukrotnie posyła swoich kolarzy do kontrataku, uzyskując powodzenie. Niemcy oskrzydlani od południa przez siły szwadronów 8 psk i 2 pułku szwoleżerów, które przekroczyły tor kolejowy Zgierz-Łęczyca w rejonie Chociszewa, wycofują się. Siły polskie zajmują zachodnią część wsi Orła.
Niemcy kontratakują siłami 2 kompanii 23 pułku czołgów, która wyposażona w czołgi Pzkpfw IV stacjonowała w obwodzie 5 km na południowy zachód od Ozorkowa. Kompania uderza na zachodnią część wsi Orła. Polacy walczą dzielnie w osłonie zabudowań wsi, używając zdobycznej niemieckiej armaty ppanc. Obsługa działa ostatecznie zostaje zabita, ale Polacy używając zdobycznej armaty ppanc niszczą 2 (3) czołgi nieprzyjaciela, co zmusza Niemców do odwrotu.

#### Skutki bitwy
12 września siły Grupa Kawalerii (Podolska Brygada Kawalerii) zwycięsko uderza w rejonie Białej Góry, by odrzucić niemiecką 221 DP na zachód. Kontynuowane jest natarcie GO gen. Knolla-Kownackiego na południe. W rejon walk wchodzą kolejne jednostki z Armii "Pomorze". Dalszy przebieg bitwy nad Bzurą uniemożliwił wykorzystanie przerwania frontu przez siły polskie w rejonie Zgierza do kontynuowania natarcia.

### Upamiętnienie bitwy współcześnie

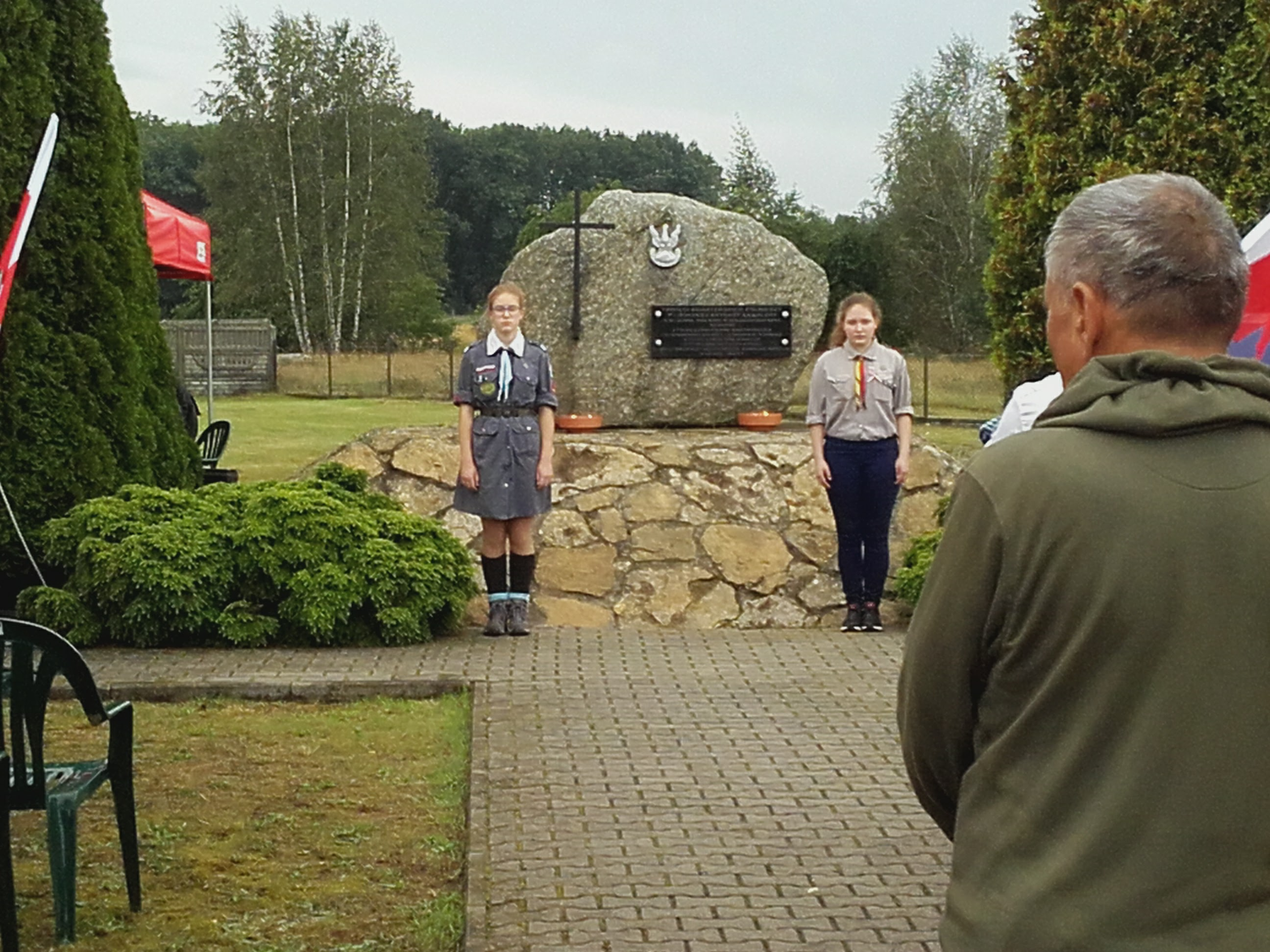
Pomnik bitwy o Orłą – uroczystości pamiątkowe w 2017 r.

W miejscu, w którym zginęła bohaterska obsługa działa, znajduje się obecnie pomnik i tablice edukacyjne. Co roku 11 września odbywają się uroczystości pamiątkowe przy współudziale władz gminy Parzęczew, proboszcza parafii w Grotnikach oraz uczniów szkoły podstawowej i grupy rekonstrukcyjnych szwadronu kolarzy 2 pułku szwoleżerów.

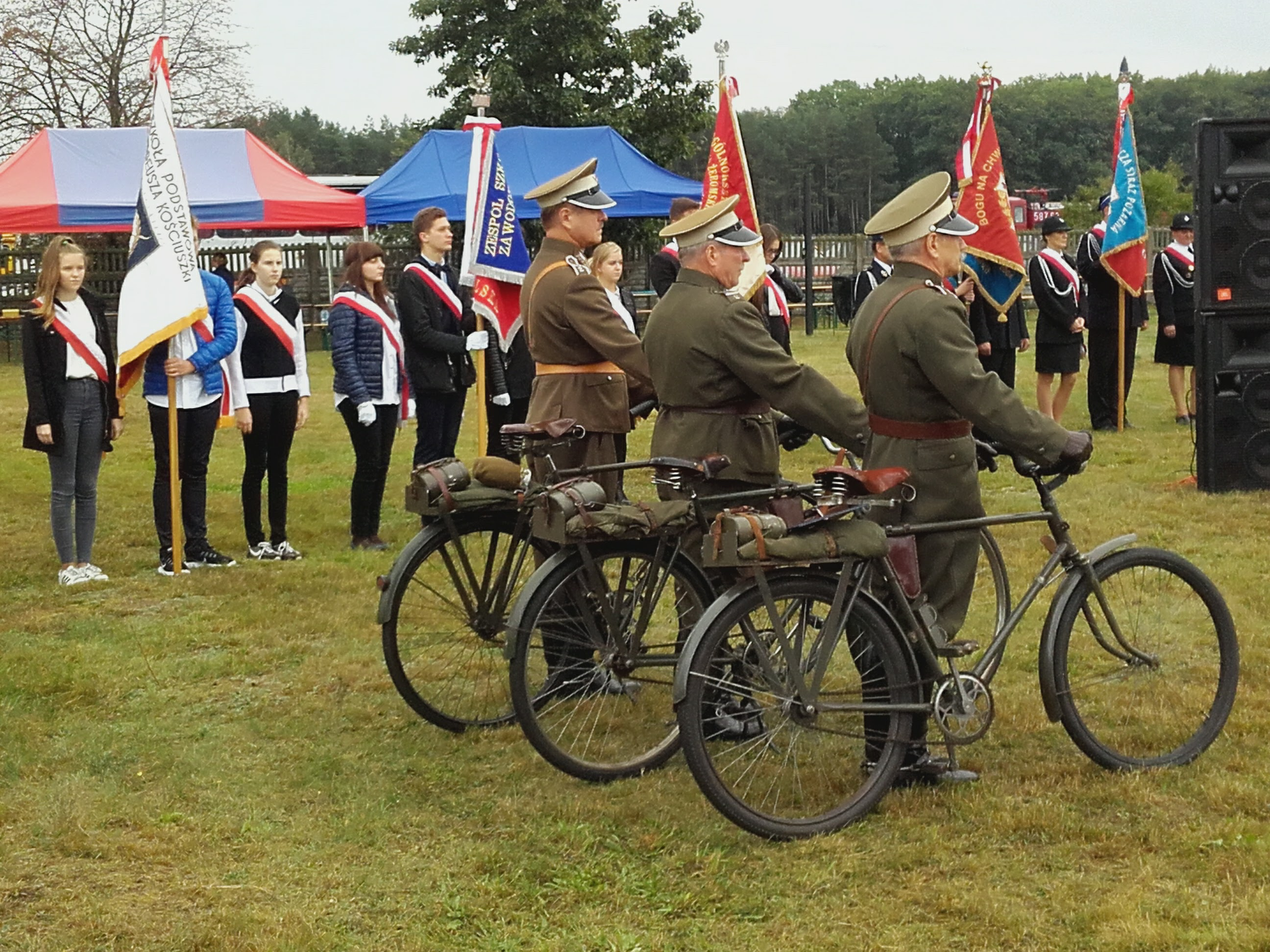
Grupa rekonstrukcyjna szwadronu kolarzy 2 pułku szwoleżerów - uroczystości pamiątkowe w 2017 r.